# جورج اس. بوتول
جورج اس. بوتول (به انگلیسی: George S. Boutwell) سناتور سابق عضو حزب جمهوری‌خواه ایالات متحده آمریکا بود. وی در سال ۱۸۷۳ تا ۱۸۷۷ میلادی سناتور ایالت ماساچوست در سنای ایالات متحده آمریکا بود.